# Dobova
Dobova je naselje v Občini Brežice, ki stoji na široki ravnini ob Savi in ob železniški progi Ljubljana–Zagreb s pomembno obmejno železniško postajo.
Na širšem območju Dobove so številna arheološka grobišča, iz obdobja od 12. stol. pr. n. št. do naselitve prvih Slovanov. Pri izkopavanjih so v grobovih našli številne grobovne pridatke, med katerimi izstopajo: okrašene sulice in keltski meči z okraski. Rimsko obdobje je zastopano z ostanki stavbnih temeljev in manjšimi grobišči iz obdobja od 1. do 4. stoletja.
Dobova ima glavno cerkev, ki se imenuje cerkev Imena Marijinega, staro več kot 250 let. Od leta 2023 je zvonik preventivno v popravilu zaradi preteklih naravnih katastrof, kot sta potres v Petrinji in neurje.
Tradicionalna prireditev, ki se vsako leto odvije v Dobovi, je t. i. dobovski fašjenk, ki izvira iz bližnje vasi Loče. Fašjenk je znan predvsem po maski kosec; ta maska je avtohtona in izhaja iz omenjene vasi.
Iz Loč izvira tudi Gasilski pihalni orkester Loče. Trenutni dirigent je Miran Petelinc, predsednica orkestra pa Sara Cizelj. Do pred kratkim je v okviru GPO Loče delovala tudi skupnost mažoretk, danes pa delujejo v različnih skupinah pod neodvisnim okriljem.
Vsako leto konec oktobra se v sklopu brežiškega občinskega praznika v Kulturnem domu Dobova odvije tudi dogodek "Dobova se predstavi". Na njej po navadi nastopijo domači prebivalci ali ljudje z bližnjih krajev, tudi Hrvaške. Omenjeno prireditev sicer organizira Turistično društvo Dobova, katerega trenutna predsednica je Branka Stergar.
V kraju sta vrtec Najdihojca in Osnovna šola dr. Jožeta Toporišiča Dobova, leta 2015 poimenovana po slovenskem jezikoslovcu Jožetu Toporišiču. Zraven šole se nahaja tudi Športna dvorana Dobova, ki je sedež Rokometnega društva Dobova.

## Prebivalstvo
Etnična sestava 1991:
- Slovenci: (87,5 %)
- Hrvati:  (7,9 %)
- Srbi:  (1,8 %)
- Muslimani: 7
- Jugoslovani: 2
- Madžari: 1
- Ostali: 2
- Neznano: 9 (1,2 %)

## Krajevna skupnost
Krajevna skupnost poleg Dobove obsega osem vasi:
- Dobova
- Gaberje
- Mali Obrež
- Veliki Obrež
- Sela
- Mostec
- Mihalovec
- Loče
- Rigonce